# Natalja Diemidienko
Natalja Diemidienko, ros. Наталья Демиденко (ur. 7 września 1993) – rosyjska lekkoatletka specjalizująca się w skoku o tyczce.
Podczas gimnazjady w 2009 roku zdobyła srebrny medal. Po zajęciu drugiej lokaty w kwalifikacjach kontynentalnych zajęła szóste miejsce na igrzyskach olimpijskich młodzieży w Singapurze (2010). W 2011 wywalczyła brązowy medal mistrzostw Europy juniorów. W 2015 stanęła na najniższym stopniu podium młodzieżowego czempionatu Europy. 
Rekordy życiowe: stadion – 4,40 (1 lipca 2011, Czeboksary); hala – 4,50 (17 stycznia 2015, Wołgograd).

## Osiągnięcia
| Rok  | Impreza                                               | Miejsce   | Lokata     | Wynik |
| ---- | ----------------------------------------------------- | --------- | ---------- | ----- |
| 2009 | Gimnazjada                                            | Doha      | 2. miejsce | 3,80  |
| 2010 | Kwalifikacje Europy do igrzysk olimpijskich młodzieży | Moskwa    | 2. miejsce | 4,25  |
| 2010 | Igrzyska olimpijskie młodzieży                        | Singapur  | 6. miejsce | 3,65  |
| 2011 | Mistrzostwa Europy juniorów                           | Tallinn   | 3. miejsce | 4,20  |
| 2012 | Mistrzostwa świata juniorów                           | Barcelona | –          | NM    |
| 2015 | Młodzieżowe mistrzostwa Europy                        | Tallinn   | 3. miejsce | 4,35  |